# Мала пљачка влака
Мала пљачка влака је југословенски филм из 1984. године. Режирао га је Дејан Шорак, који је написао и сценарио.

## Радња
Лика, 1918, крај Првог светског рата. На планинском превоју забачене голети налази се жандармеријска станица, на самом рубу подручја које надзиру разбојници предвођени Тодором Страшним. Преломно је време, не зна се што ће бити сутра, хоће ли Аустро-Угарска, чију власт представљају жандари, опстати, па шеф станице Цокула успоставља колегијалне односе с разбојницима, што опет не значи да се не би радо докопао Тодора.

## Улоге
| Глумац                   | Улога                              |
| ------------------------ | ---------------------------------- |
| Велимир Бата Живојиновић | Тодор Страшни                      |
| Миодраг Кривокапић       | Наредник Цокула                    |
| Мустафа Надаревић        | Параграф                           |
| Крунослав Шарић          | Мен                                |
| Данко Љуштина            | Милинџа                            |
| Тања Бошковић            | Татјана Петровна                   |
| Фабијан Шоваговић        | Гроф Андреј Тихонов                |
| Вицко Руић               | Анархиста                          |
| Илија Ивезић             | Цокулин жандар 1                   |
| Зденко Јелчић            | Цокулин жандар 2                   |
| Дамир Шабан              | Цокулин жандар 3                   |
| Борис Бузанчић           | Аустријски мајор                   |
| Тонко Лонза              | Царски инспектор                   |
| Зоран Гогић              | Поштар                             |
| Златко Мадунић           | Срески начелник                    |
| Круно Валентић           | Гуслар                             |
| Јован Стефановић         | Војник у пратњи царског инспектора |
| Данило Попржен           | Војник у пратњи царског инспектора |
| Стане Потиск             | Судац покретног суда               |
| Зоран Покупец            | Државни крвник                     |